# Park Narodowy Ise-Shima
Park Narodowy Ise-Shima (jap. 伊勢志摩国立公園 Ise-Shima Kokuritsu Kōen) – park narodowy w Japonii, utworzony 20 listopada 1946 roku. Obejmuje ochroną półwysep Shima, oddzielający zatokę Ise od Pacyfiku, na wybrzeżu Honsiu (Honshū), w regionie Kinki, w prefekturze Mie.
Park, którego powierzchnia wynosi 555,49 km², charakteryzuje się dobrze rozwiniętą, poszarpaną linią brzegową z licznymi nadmorskimi kurortami, na czele z Toba. Wnętrze półwyspu jest gęsto zalesione, a nieopodal granicy parku Ise-Shima znajduje się Wielki Chram Ise (Ise Jingū), najświętsze sanktuarium shintō.

## Galeria

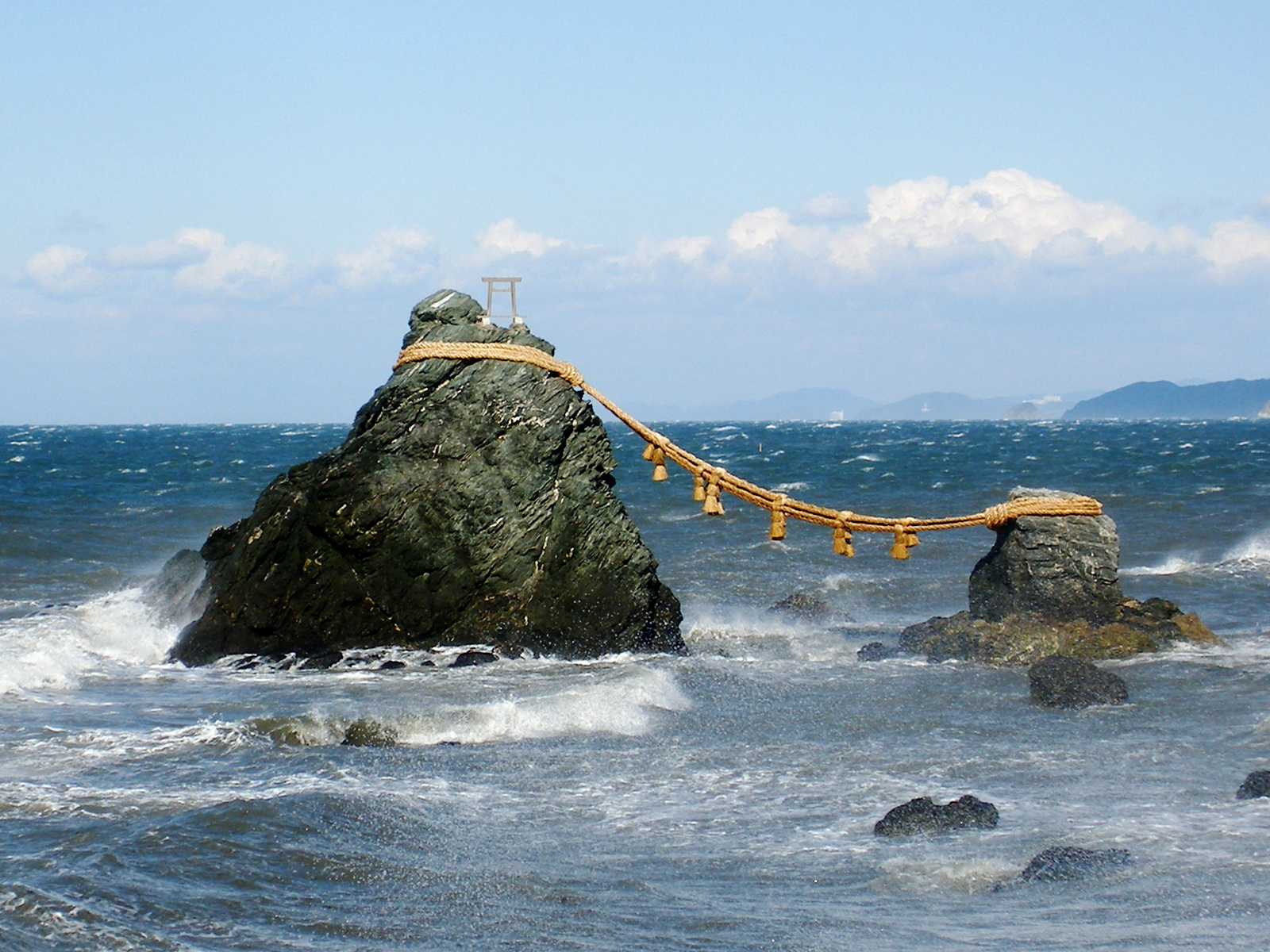
Słynne skały Mąż i Żona – Meoto Iwa
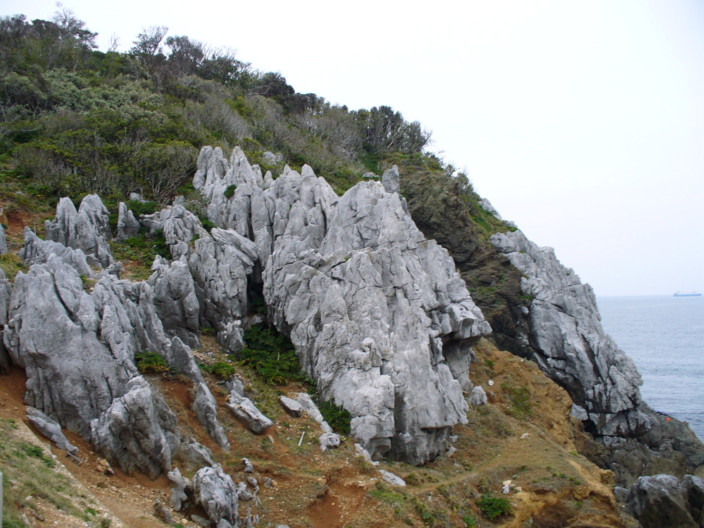
Skaliste wybrzeże półwyspu Shima
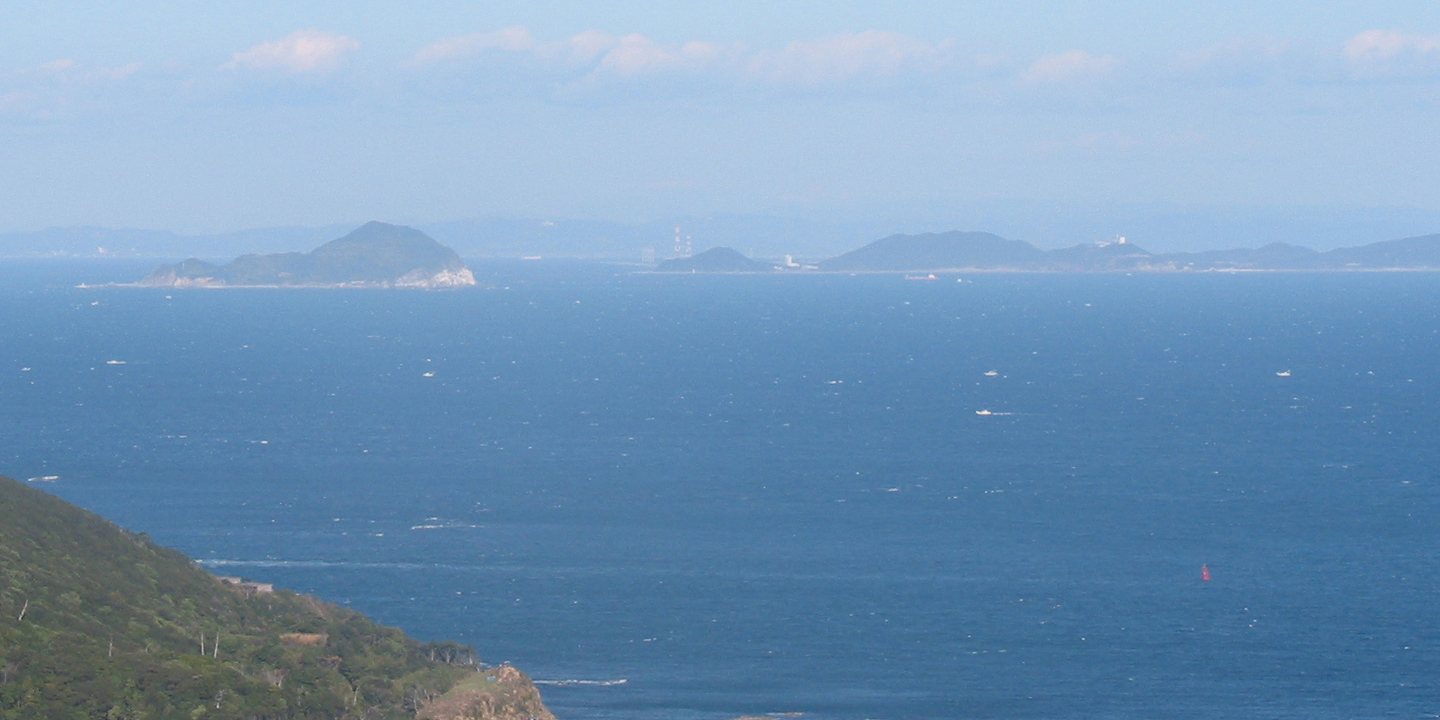
Cieśnina Irago, łącząca zatokę Ise z Pacyfikiem
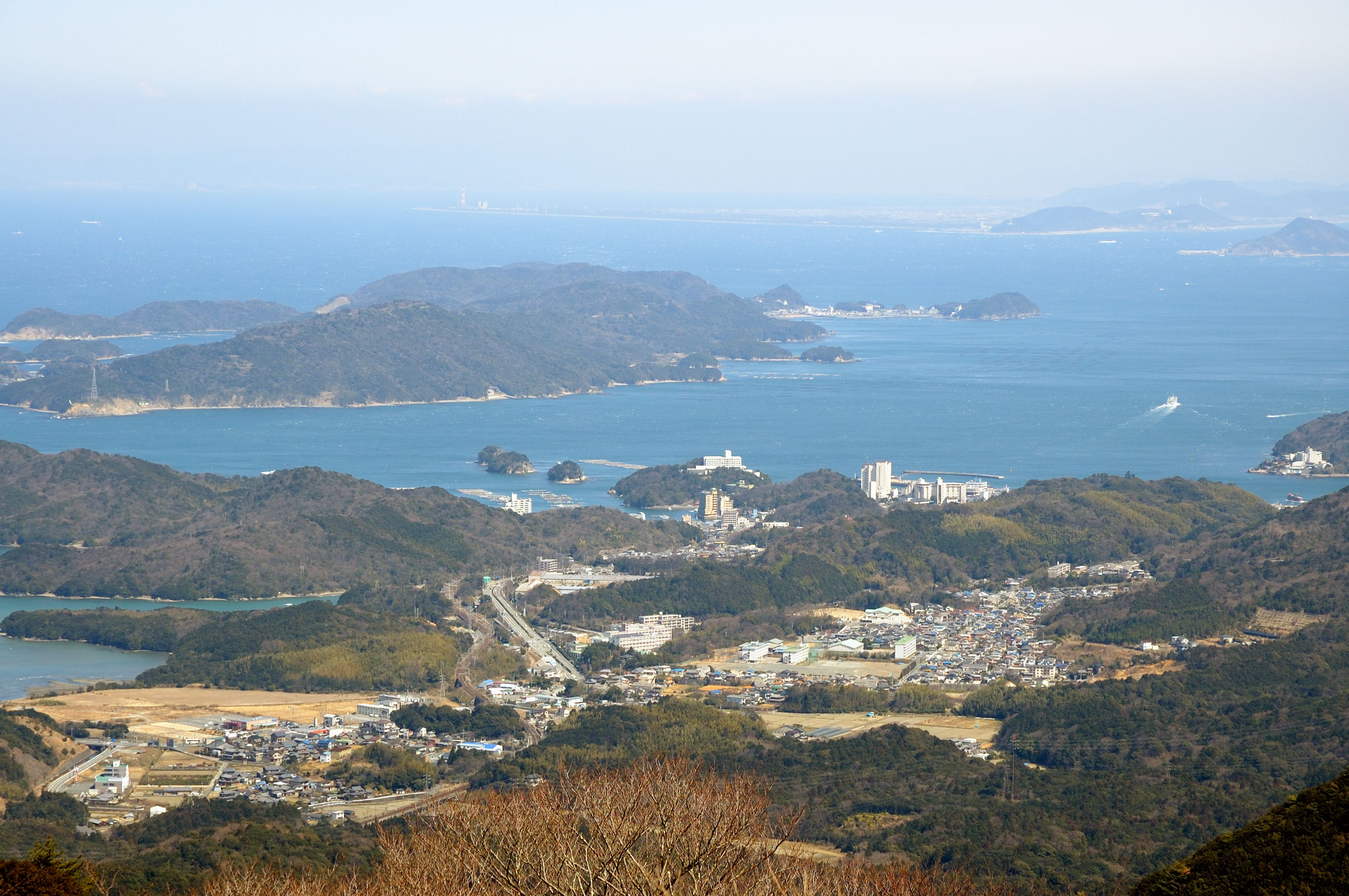
Półwysep Shima, okolice miasta Toba
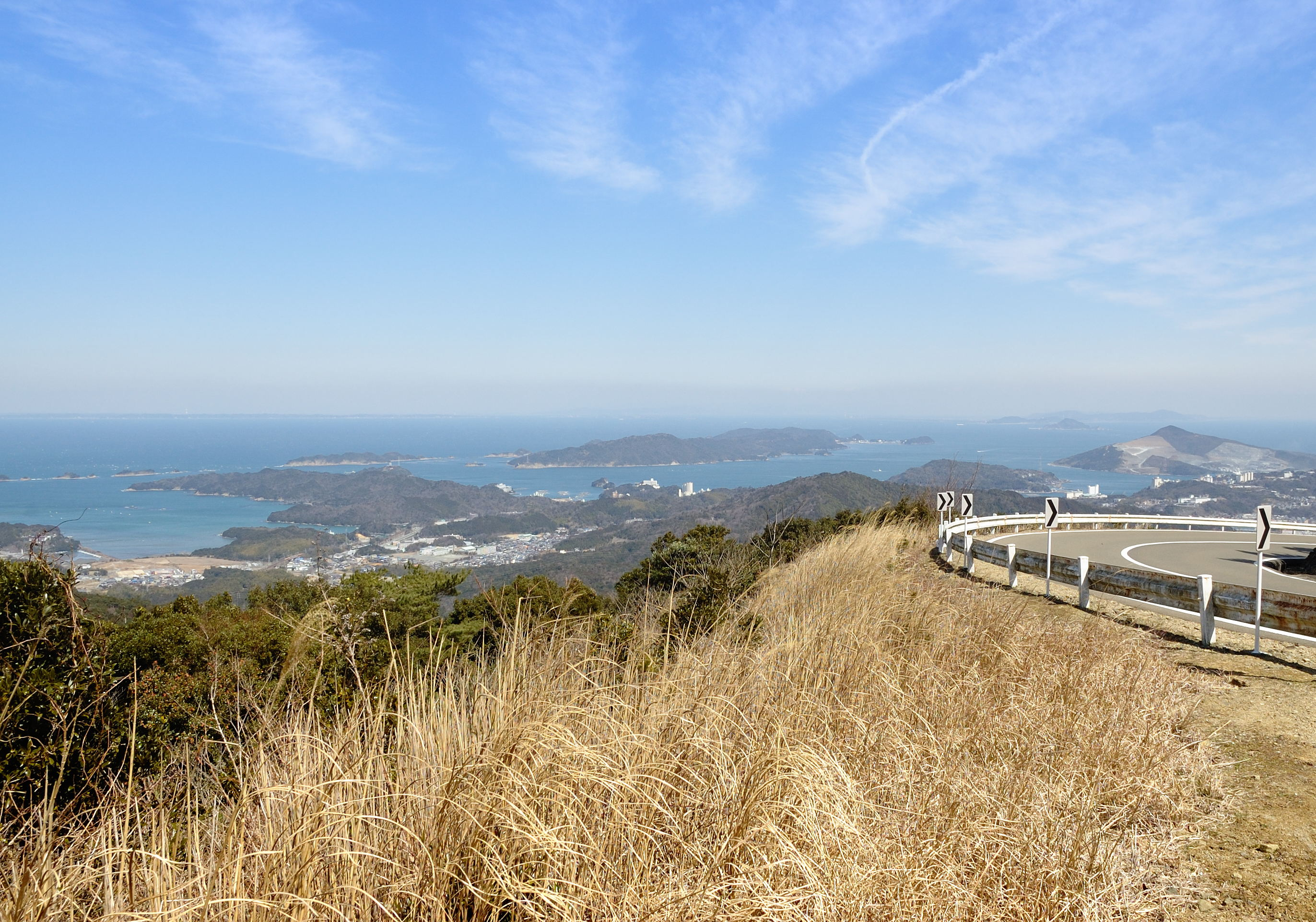
Zatoka Ise, obserwowana od strony półwyspu Shima